# Guerra cibernética ruso-ucraniana

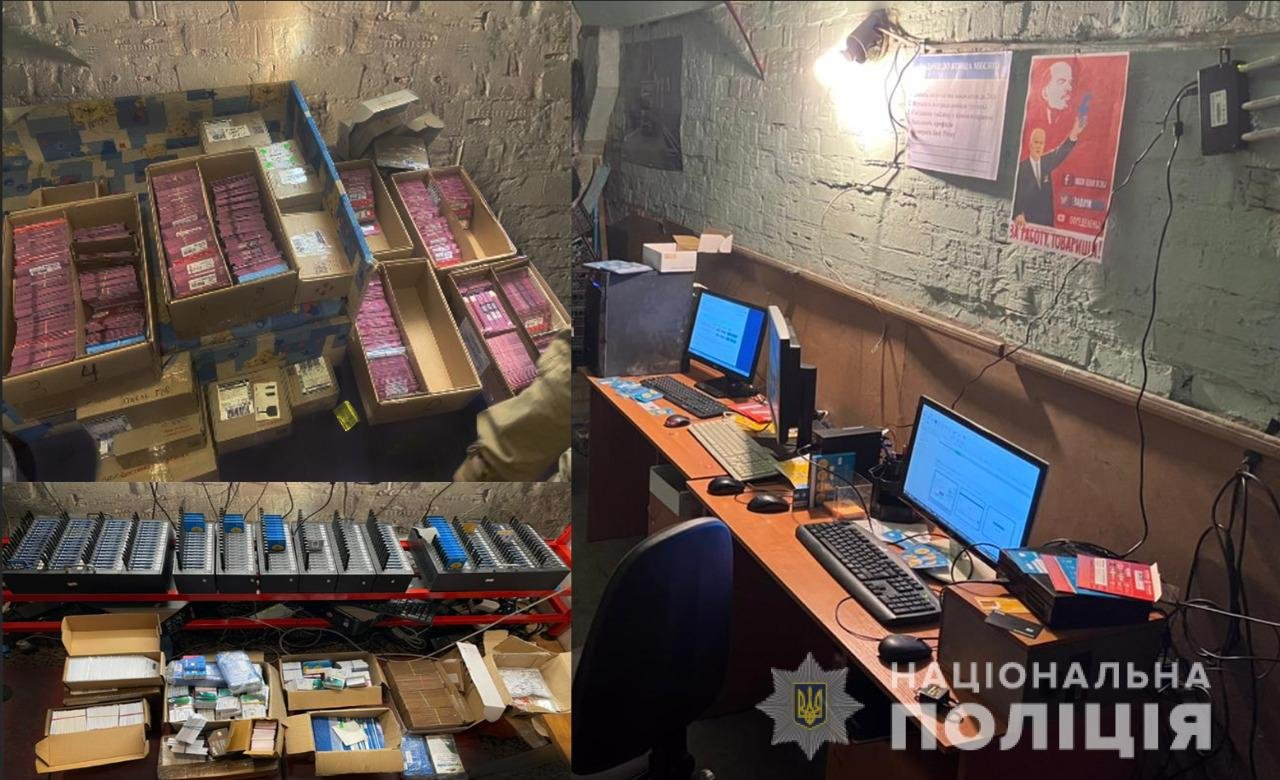
Granja de robots prorrusos en Ucrania.

La guerra cibernética es un componente de la confrontación entre Rusia y Ucrania desde la Revolución del Euromaidán entre 2013 y 2014. Si bien los primeros ataques en sistemas informáticos de empresas privadas e instituciones estatales de Ucrania se registraron durante las protestas masivas en 2013, la ciberarma rusa Uroboros existe desde alrededor de 2005. La guerra cibernética de Rusia continuó con el ciberataque a la red eléctrica de Ucrania en las Navidades de 2015 y de nuevo en 2016, la parálisis de la Tesorería de Ucrania en diciembre de 2016 y ataques a los sitios web del gobierno ucraniano en enero de 2022.

## Historia
La guerra cibernética ruso-ucraniana es un componente de la confrontación entre Rusia y Ucrania desde el Euromaidán entre 2013 y 2014. La ciberarma rusa Uroburos existe desde alrededor de 2005. Sin embargo, los primeros ataques a sistemas informáticos de empresas privadas e instituciones privadas de Ucrania fueron registrados durante las protestas masivas en 2013. La Operación Armagedón, una campaña rusa de ciberespionaje sistemático a los sistemas informáticos de agencias gubernamentales, fuerzas del orden y agencias de defensa comenzó en 2013 y fue pensada para ayudar a Rusia en el campo de batalla. Entre 2013 y 2014 algunos sistemas informáticos de agencias gubernamentales ucranianas fueron afectadas por un virus de computadora conocido como Snake/Uroborus/Turla. Entre febrero y marzo de 2014, mientras las tropas rusas entraban en Crimea los centros de comunicación fueron allanados y los cables de fibra óptica de Ucrania fueron manipulados, cortando la conexión entre la península y el resto de Ucrania. Además, los sitios ucranianos del gobierno, noticias y medios de comunicación social fueron cerrados o fueron objetivo de ataques DDoS. Expertos ucranianos también declararon el comienzo de una guerra cibernética con Rusia. Las compañías de ciberseguridad comenzaron a registrar un incremento en el número de ciberataques a sistemas informáticos en Ucrania. Las víctimas de ciberataques rusos fueron agencias de Ucrania, la Unión Europea, Estados Unidos, agencias de defensa internacionales y regionales y organizaciónes políticas, think tanks, medios de comunicación y disidentes. Para el 2015 los investigadores identificaron dos grupos de hackers rusos que estuvieron activos en la guerra cibernética ruso-ucraniana: el denominado APT29 (también conocido como Cozy Bear, Cozy Duke) y APT28 (también conocido como Sofacy Grupo, Tsar Team, Pawn Storm, Fancy Bear).

## Ciberataques

### Ciberataques rusos
- Operación "Armagedón", 2013[2]
- Operación "Serpiente", febrero de 2014[5][6][7]
- Ataques al sistema automatizado "Elecciones", junio de 2014[8]
- Primer hackeo a la red eléctrica de Ucrania, diciembre de 2015. Ataques usando el virus troyano BlackEnergy contra compañías de energía en Ucrania que proveían energía a las regiones de Kiev, Ivano-Frankivsk y Chernivtsi. Este fue el primer ciberataque exitoso a una red de energía.[9][10]
- Segundo hackeo a la red eléctrica de Ucrania, diciembre de 2016.[11][12]
- Parálisis de la Tesorería Estatal de Ucrania, diciembre de 2016[13][14]
- Ciberataques en Ucrania de 2017, Ataque masivo de piratas informáticos a la cadena de suministro, junio de 2017 utilizando el virus Petya.[15] Según la Administración Presidencial de Estados Unidos, este es el mayor ataque cibernético conocido.[16]
- Ciberataque en Ucrania de 2022, ataques a sitios gubernamentales ucranianos en enero de 2022, un día después de que las negociaciones entre Rusia y Estados Unidos sobre el futuro de Ucrania en la OTAN fracasaran.[17][18]
- Ataques en febrero de 2022 que, luego de que las tropas rusas invadieran las regiones orientales de Ucrania, derribaron varios sitios gubernamentales y bancarios ucranianos. La inteligencia estadounidense atribuyó los ataques a los atacantes rusos, aunque el gobierno ruso negó su participación.[19]
- Rusia intentó bloquear a Starlink en Ucrania, la cual provee acceso a Internet a través de servicios satelitales. Starlink contrarrestó estos ataques reforzando el software del servicio.[20] Los ciberataques contra Starlink no parecen haber sido efectivos, en parte porque SpaceX rápidamente actualiza el software del sistema según The Economist. El director de guerra electrónica para la Oficina de la Secretaría de Defensa de Estados Unidos ha dicho que la velocidad de respuesta del software de Starlink a un ataque que él pudo presenciar fue "deslumbrante".[21]

### Ciberataques ucranianos
- Operación "Prikormka (Groundbait)", mayo de 2016.[22][23]
- Operación "9 de mayo", 2016 (9 ataques exitosos a los sitios del grupo separatista "República Popular de Donetsk", así como a sitios rusos de propaganda antiucraniana y recursos de empresas militares privadas rusas).[24][25][26][27][28]
- Bloqueo del "Channel One", junio de 2016 (ataque al servidor corporativo del "Channel One" ruso por parte de la Cyber Alliance ucraniana de los hackers FalconsFlame, Trinity y Rukh8).[29][30]
- Surkov Leaks, octubre de 2016: filtración de 2.337 correos electrónicos y cientos de archivos adjuntos que revelan planes para arrebatar Crimea a Ucrania y fomentar el malestar separatista en el Donbás (documentos fechados entre septiembre de 2013 y diciembre de 2014).[31]
- El Ejército de TI de Ucrania fue creado por Mijailo Fedorov, primer vice primer ministro y ministro de Transformación Digital, el 25 de febrero de 2022. La iniciativa se inició durante la invasión rusa de Ucrania en 2022. El objetivo principal es la guerra cibernética contra Rusia. Fedorov solicitó la ayuda de un especialista en ciberseguridad y tuiteó un Telegram con una lista de 31 sitios web de organizaciones estatales y empresariales rusas.[32]

## Guerra cibernética entre Rusia y Ucrania en el contexto de la invasión rusa a Ucrania en 2022
En junio de 2022, Microsoft publicó el informe sobre los ciberataques rusos y concluyó que hackers rusos respaldados por el Estado "han participado en 'espionaje estratégico' contra gobiernos, grupos de expertos, empresas y grupos de ayuda" en 42 países que apoyan a Kiev.
En abril de 2022, un informe de Microsoft compartió nuevos detalles sobre la ciberguerra rusa contra Ucrania; por ejemplo, Microsoft informó que, en algunos casos, la piratería y las operaciones militares trabajaron en conjunto contra objetivos relacionados con Ucrania.